# شاگرد ببر (فیلم ۲۰۲۴)
شاگرد ببر (به انگلیسی: The Tiger's Apprentice) یک فیلم انیمیشن فانتزی آمریکایی که بر اساس رمانی به همین نام نوشته لارنس یپ در سال ۲۰۰۳ ساخته شده‌است. این انیمیشن توسط پارامونت انیمیشن، نیو ریپابلیک پیکچرز و جین استارتز پروداکشنز تهیه و توسط ریمن هویی کارگردانی شده‌است. صداپیشگان این فیلم هنری گلدینگ، لوسی لیو، برندون سو هو، بوئن ینگ، جو کوی، شری کولا، لوسی لیو، ساندرا اوه و میشل یئو هستند.
داستان فیلم دربارهٔ تام لی، پسر آمریکایی چینی است که وظیفه محافظت از تخم ققنوس را بر عهده دارد.

## انتشار
این فیلم قرار است در ۲ فوریه ۲۰۲۴ در پارامونت پلاس منتشر شود. این فیلم در ابتدا برای اکران در سینما توسط پارامونت پیکچرز در ۱۱ فوریه ۲۰۲۲ برنامه‌ریزی شده بود، اما به دلیل همه‌گیری کووید ۱۹، تا ۱۰ فوریه ۲۰۲۳ و بعداً ۲۰ دسامبر ۲۰۲۳ به تعویق افتاد. سپس تا ۱۹ ژانویه ۲۰۲۴ بیشتر به تعویق افتاد. با این حال، در سپتامبر ۲۰۲۳، این فیلم از برنامه اکران سینمایی پارامونت حذف شد و به جای آن در تاریخ نامشخصی در سال ۲۰۲۴ به پخش جریانی در پارامونت پلاس منتقل شد. در دسامبر ۲۰۲۳، همراه با پیش‌پرده، تاریخ اکران نهایی فیلم مشخص شد.